# Мілютін Юрій Сергійович
Мілютін Юрій Сергійович (18 квітня 1903, Москва — 16 червня 1968, Москва) — радянський російський композитор. Народний артист РРФСР (1964).
Народився 18 квітня 1903 р. в Москві. Закінчив студію Московського камерного театру (1921) та Московський музичний технікум (1930).
Виступав як актор (1919–1923), був піаністом (1924–1925), ілюстратором німих стрічок (1929–1932).
Автор багатьох пісень, ряду оперет («Дівочий переполох», «Трембіта», «Перше кохання», «Поцілунок Чаніти», «Цирк запалює вогні» і т. д.), музики до кінофільмів.
Автор музики до українських фільмів: «Карл Бруннер» (1936), «Митько Лелюк» (1938), «Моряки» (1939), «Дочка моряка» (1941), «Морський яструб» (1941), «В далекому плаванні» (1945). За його однойменною оперетою Є. Шерстобитов створив кінокартину «Поцілунок Чаніти» (1974).
Помер 9 червня 1968 року в Москві.